# Deyo (Schiff)
Die USS Deyo (DD-989) war ein Zerstörer der Spruance-Klasse.

## Geschichte
Die Deyo wurde 1977 bei Ingalls Shipbuilding auf Kiel gelegt und lief 1979 vom Stapel. Das Schiff wurde nach Admiral Morton Deyo benannt, der im Zweiten Weltkrieg in der Atlantic Fleet und auch in der Pacific Fleet diente.
1980 wurde die Deyo bei der US Navy in Dienst gestellt.
Der erste Einsatz führte die Deyo ab Mai 1981 in den Persischen Golf. 1987 fuhr das Schiff mit der Kampfgruppe um das Schlachtschiff Iowa im Mittelmeer und im Indischen Ozean. 1989 stand wiederum eine Fahrt in den Golf an, um im Rahmen der Operation Earnest Will kuwaitische Tanker zu beschützen.

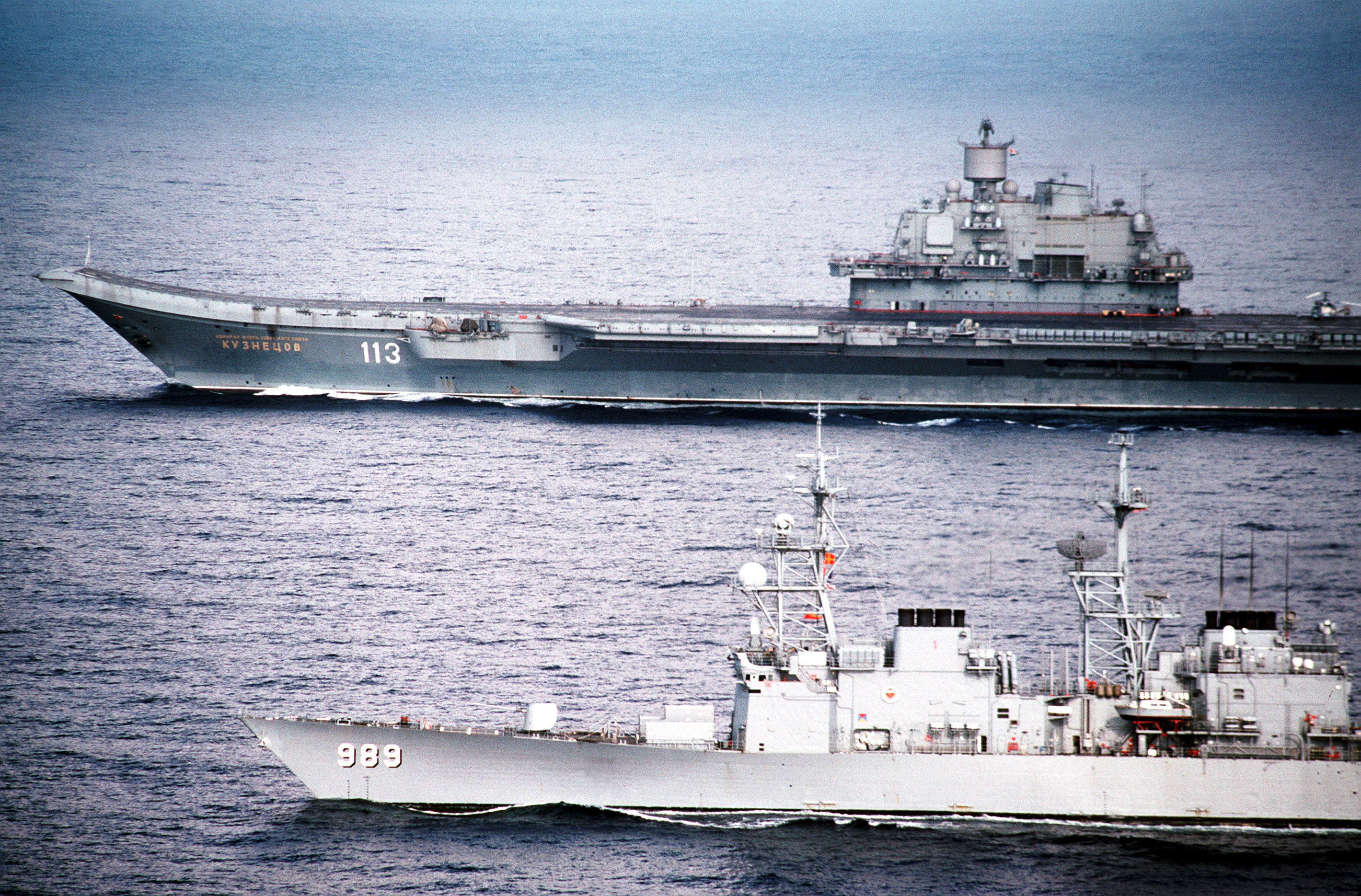
Begegnung der USS Deyo mit der russischen Admiral Kusnezow 1991 südlich von Italien

1990 folgten Einsätze zur Bekämpfung des Drogenschmuggels in der Karibik, ab Mai 1991 dann wiederum eine Fahrt ins Mittelmeer mit der Kampfgruppe um die Forrestal im Rahmen der Operation Desert Shield, ebenso 1994 mit der George Washington. Während des 1991er-Einsatzes eskortierte die Deyo unter anderem den russischen Flugzeugträger Admiral Kusnezow durch das Mittelmeer, als dieser sich zur russischen Nordflotte begab. 1995 nahm das Schiff außerdem an der Übung Strong Resolve mit, eine Übung von amphibischer Kriegführung in Norwegen, danach wurde das Schiff ab September 1995 für 13 Monate bei Newport News Shipbuilding überholt. Im Juni 1996 wurde das Schiff dabei an der Pier in der Werft leicht beschädigt, als die USNS Gilliland (T-AKR 298) sich in einem Sturm losriss und gegen die Deyo schlug.
1997 nahm das Schiff an mehreren regionalen NATO-Übungen teil. 1998 war es das Flaggschiff der heutigen NATO-Standing NRF Maritime Group 2, damals noch 'Standing Naval Force Mediterranean'.
Der letzte Einsatz der Deyo führte sie 2003, wie schon 2001, mit der Harry S. Truman in den Persischen Golf, wo sie im Rahmen der Operation Iraqi Freedom operierte. Während dieser Fahrt gehörte sie zu den Schiffen, die die erste Welle von Marschflugkörpern vom Typ BGM-109 Tomahawk auf Ziele im Irak abfeuerten.
2003 folgte in der Naval Station Norfolk die Außerdienststellung, 2004 dann die Streichung aus dem Schiffsregister der US Navy. Am 25. August 2005 wurde das Schiff während einer Übung wie geplant als Zielobjekt versenkt.